# Polskie Towarzystwo Mikrobiologów
Polskie Towarzystwo Mikrobiologów (PTM) – stowarzyszenie naukowe skupiające osoby zawodowo lub tylko amatorsko związane z mikrobiologią. Celem Towarzystwa jest propagowanie rozwoju nauk mikrobiologicznych i popularyzowanie osiągnięć mikrobiologii wśród członków Towarzystwa oraz szerokich kręgów społeczeństwa. 

## Działalność
Formami działalności jest organizowanie zjazdów, posiedzeń naukowych, kursów, wykładów i odczytów oraz konkursów prac naukowych; wydawanie i popieranie wydawania czasopism naukowych, książek i innych publikacji z dziedziny mikrobiologii; opiniowanie o stanie i potrzebach mikrobiologii polskiej i występowanie w jej sprawach wobec władz państwowych; współpraca z pokrewnymi stowarzyszeniami w kraju i za granicą. 
Towarzystwo jest członkiem lub/i współzałożycielem takich organizacji jak The Federation of European Microbiological Societies (od 1974 roku), The European Society of Clinical Microbiology and Infectious Diseases (od 2005 roku) oraz The International Union of Microbiological Societies (od 1927 roku).
Ponadto Towarzystwo wydaje m.in. takie czasopisma jak: Polish Journal of Microbiology (od 1952) oraz kwartalnik Postępy Mikrobiologii (od 1961).

## Nagrody i wyróżnienia
Polskie Towarzystwo Mikrobiologów przyznaje następujące nagrody i wyróżnienia:
- członkostwo honorowe
- nagroda naukową im. prof. Edmunda Mikulaszka